# Анекдоты, приписываемые Хармсу
Ошибочно приписываемые Даниилу Хармсу (Псевдо-Хармс, «Анекдоты о русских писателях») гротескные литературные анекдоты (авторское название — «Весёлые ребята») были созданы в 1971—1972 годах сотрудниками редакции журнала «Пионер» — книжным графиком Натальей Доброхотовой-Майковой и художником-нонконформистом Владимиром Пятницким и получили большое распространение методом самиздата.
Лев Толстой очень любил детей. Утром проснется, поймает кого-нибудь и гладит по головке, пока не позовут завтракать.

## Авторы
Наталья Александровна Доброхотова-Майкова (р. 07.07.1938) и Владимир Павлович Пятницкий (18 июля 1938 — 17 ноября 1978). По воспоминаниям художницы, они познакомились на химфаке МГУ и были однокурсниками, он влюбился в её младшую сестру Татьяну, с которой позже имел общую дочь.
Наталья Доброхотова-Майкова — российская художница, переводчик. Закончила химфак МГУ в 1960 году, два года работала по специальности. Рисовать училась в студии при клубе Серафимовича, руководитель М. Т. Хазанов. С 1962 года работает художником-иллюстратором. Много лет сотрудничала с журналом «Пионер», изредка с другими журналами. Основная работа в детской и научно-популярной литературе (издательства «Молодая гвардия», «Детская литература», «Аванта+» и проч.), вместе с сестрой Татьяной, также книжным иллюстратором. Мать переводчицы Екатерины Михайловны Доброхотовой-Майковой.

## История создания
Соавтор книги Наталья Доброхотова-Майкова в послесловии 1996 года, написанном к изданию 1998 года, сообщает об обстоятельствах её создания. Она являлась внештатным художником журнала «Пионер», который летом 1971 года после вынужденного выхода на пенсию главного редактора Натальи Владимировны Ильиной, по мнению её верной команды, ждал крах.
«Крушение отмечали с размахом. Редакция, бывшие сотрудники, любимые авторы (все сплошь знаменитости) втайне составили для Н. В. памятный рукописный номер журнала. Получилась замечательная книга, очень смешная. Нам с Пятницким досталась рубрика „Любимая папка Коллекциани-Собирайлова“, крошечная, в четверть полосы. Она появилась незадолго до этого, вел её Рейн, откапывал где-то анекдоты про великих писателей, в основном, кажется, Марк Твена. Пушкин тоже присутствовал. Пятницкий рисовал к этим анекдотам графические миниатюры чуть побольше почтовой марки. Этот раздел мы и воспроизвели. Сочинили две пародии». Их текст в основной корпус анекдотов не вошел.

Обложка печатного издания 1998 года

Как пишет Доброхотова-Майкова: «потом мы не могли остановиться. Стоило открыть рот, новая история возникала как бы сама. (…) Все, что сочинялось, записывали сразу набело, и так же Пятницкий рисовал картинки. Все рисунки — его. Текстов, кажется, моих больше. Есть общие. Мои, как правило, длиннее, Володины — гениальнее». Пятницкий жил тогда в семье своей соавторши и вместе с её родственницами сделал цветные маски-портреты Пушкина, Гоголя, Толстого и Достоевского (их изображения можно позже увидеть на обложке 1998 года; эти артефакты сохранились и в XXI веке выставлялись в частной галерее на выставке Пятницкого).

### Дальнейшая судьба
Первые копии книжки представляли собой фото- и ксерокопии рукописи с иллюстрациями, созданными двумя соавторами. Они имели титульный лист с авторским названием «Весёлые ребята», который в поздних воспроизведениях (превращении в машинописный текст) был утрачен. По её словам, «по той же причине избежала широкой огласки графически-математическая Володина композиция про любовь бегемотов, которую наблюдал Ф. М. Достоевский (царство ему небесное), с концовкой: „и ничего сложного в этой науке нет“». Позже в массовом сознании текст, потерявший титульный лист и ставший анонимным, «приобрёл» авторство Хармса, которому действительно принадлежит ряд пародийных миниатюр о Пушкине и Гоголе.
Экземпляры анекдотов в формате самиздата разошлись по рукам и имели огромный успех.
И. В. Кукулин сообщает: «В конце 80-х — начале 90-х гг. отдельные тексты из цикла „Веселые ребята“ многократно печатались в газетах („Правда“ от 23 ноября 1991 г. и др.) с различными указаниями авторства (Хармс, „приписываемое Хармсу“) или с призывами к автору откликнуться. Впервые подлинные авторы были названы в заметке Н. В. Котрелева в 1988 г. В приложении к сборнику прозы и дневников Хармса, который вышел в издательстве „Глагол“, были помещены тексты Доброхотовой и Пятницкого с добавлением аналогичных текстов других авторов».
В своем блоге Доброхотова-Майкова пишет, что оригинал существовал в зелёном блокноте с какой-то конференции. В 1998 году её друг издатель В. И. Грушецкий (издательство «Арда») осуществил маленьким тиражом публикацию «Веселых ребят», по её утверждению она «не очень удачная, текст наборный и картинки перепутаны».
В 2020 году факсимиле рукописи, с обширными комментариями и научными и биографическими статьями выпущено отдельной книгой: «„Лев Толстой очень любил детей…“ Анекдоты о писателях, приписываемые Хармсу» (М., Эксмо). Книга включает факсимиле рукописи с рисунками нонконформиста В. Пятницкого, обширные комментарии и научные и биографические статьи различных специалистов. Книга была представлена на Московской книжной ярмарке-2020, книжными рецензентами включалась в обзоры «книга недели» и «самые интересные новинки последних месяцев». Рецензия на книгу вышла в альманахе, посвященном истории самиздата в России «Acta samizdatica» (№ 5, 2020): «Без преувеличений можно сказать, что мы, наконец, получили книгу, которую все давно ждали». Венгерский литературовед Жофия Калавски в рецензии, написанной для венгерского Института литературоведения, отмечает, что в издании показано, как это произведение вошло в социальный и культурный контекст 1970-х годов, что оно дополнено серией исследований и интервью, которые исследуют роль и значение анекдотов во многих смежных областях культуры. Художник, основатель арт-коммуны ОДЕКАЛ Сергей Сигерсон включил книгу в список «5 книг о том, что представлял собой советский арт-самиздат».

## Содержание
Рукопись представляет собой блокнот небольшого формата, на каждой странице которой расположен анекдот либо рисунок. Некоторые анекдоты занимают две странички. Всего на 87 страницах расположено 55 историй. Их порядок не совпадает с расположением анекдотов в популярных самиздатовских копиях и сетевых перепечатках.
№1 (стр. 3) Однажды Гоголь переоделся Пушкином и пришел в гости ко Льву Толстому. Никто не удивился, потому что в это время Ф.М. Достоевский, царство ему небесное.

### Предтечи и предпосылки
По словам Доброхотовой-Майковой, подражание литературным анекдотам Хармса в этом проекте было самое прямое. Другим источником она называет школьно-народные анекдоты про Пушкина («как правило, глупые и неприличные»).
Появление анекдотов совпало со 150-летием со дня рождения Ф. М. Достоевского, имя которого фигурирует в 16 анекдотах. Также в ту эпоху, как указывает писательница, курсировало огромное количество баек про Кузьмича (Лукича) и Василия Ивановича.
Михаил Назаренко указывает, что, в отличие от оригинальных анекдотов Хармса, который был сильно оторван от реальных фактов, новый цикл опирается на реальные эпизоды из жизни писателей, хотя иногда инверсирует их. Например, в анекдоте про поджог Петербурга Достоевским его «участие в кружке петрашевцев и каторга оказываются связаны с позднейшей встречей Достоевского и Чернышевского: согласно воспоминаниям последнего Достоевский пришёл к нему весной 1862 г. с мольбой повлиять на молодых нигилистов и остановить петербургские пожары». Постоянное бегство Тургенева в Баден-Баден, по его мнению, скорее отсылает к передвижениям Кармазинова в «Бесах», чем к подлинной биографии писателя. Относительно временного пространства, как считает литературовед, стоит говорить и о влиянии «Голубой книги» Зощенко, где вся мировая история увидена глазами советского человека. «Подобная двойственность — история как абсолютное прошлое и как точная копия современности — характерна для всей русской традиции псевдоисторических текстов, начиная с анекдотов Пруткова и „Истории одного города“».

## Критика и анализ
Кукулин пишет: «„Как бы исторические“ тексты Доброхотовой и Пятницкого активно обращаются к реальным событиям жизни русских классиков (пребывание Достоевского на каторге, „народолюбие“ и педагогический опыт Льва Толстого и т. п.), но в гораздо большей степени — к их полумифологическим образам в сознании советского или подсоветского интеллигента. Эти образы восходят к стереотипам советской школьной программы, к критической литературе и историческим анекдотам различного происхождения. В текстах Хармса спотыкающиеся друг о друга Пушкин и Гоголь становятся странными персонажами, которые пародируют саму идею „исторического анекдота“. „Веселые ребята“ — следующая стадия той же традиции. Их персонажи имеют постоянные признаки (…). По сравнению с текстами Хармса, в „Веселых ребятах“ большее место уделено социальной сатире. Тексты Доброхотовой и Пятницкого пародируют ту особую идеологическую и психологическую значимость, которую приобрела в России история литературы. История литературы осознается в пародии как своего рода домашняя интеллигентская мифология; „Веселые ребята“ пародируют эту мифологию, — но пародируют, не отменяя её значимости. Доброхотова и Пятницкий создали своего рода параллельную мифологию, а вместе с тем — продуктивный культурный механизм дальнейшего развития таких параллельных мифологий. „Параллельные мифологии“ стали заметной и необходимой частью саморефлексии культурного сознания для нонконформистской интеллигенции СССР. Антиидеологизм, издевательство над штампами советского преподавания литературы, парадоксальная убедительность персонажей — все это привело к тому, что тексты Доброхотовой и Пятницкого были чрезвычайно популярны в самиздате, и, в свою очередь, послужили образцом для многочисленных подражаний и переделок».
Назаренко пишет: «Главный же повествовательный принцип „Веселых ребят“, несомненно, восходит к Хармсу: это непредсказуемость точного/искаженного/инверсированного воспроизведения фактов. Усилены не только психологические, но и хронологические сдвиги: русская литература видится из 1970-х годов как единый текст, замкнутый на себя, как единая временная точка (…) Авторы тут же разрушают иллюзию оторванности классической литературы от современности. В цикле встречаются и реалии советского времени: колымский лагерь, якобы описанный Гоголем, юбилеи классиков».

## Публикации и литература по теме
- Котрелев Н. В. Письмо в редакцию // Советская библиография, 1988, № 4.
- Кобринский А. А. «Я участвую в сумрачной жизни» // Хармс Даниил. Горло бредит бритвою. Изд-во: Глагол, 1991 г. С. 17.
- Евгений Онегин, Маленький мальчик, Винни Пух и другие обитатели Совдепии (антология). М.: МиК, 1993 г. Серия: Библиотека пародии и юмора. ISBN 5-88548-011-7. Приписаны Хармсу и объединены с его «Анекдотами…»[19]
- Доброхотова-Майкова Наталья, Пятницкий Владимир. Веселые ребята. /Рис. В. Пятницкого. — М.: Арда, 1998. — 110 с.: ил. (о) ISBN 5-89749-001-5
- Назаренко М. И. Конструирование биографий в исторических анекдотах // Русская литература. Исследования: Сб. науч. трудов. — Вып. ХI. — К.: БиТ, 2007. — С. 159—170.
- Хармсиниада. Комиксы из жизни писателей. М., 2019. Худ. Алексей Никитин (дополнено другими текстами и проиллюстрировано заново).
- Доброхотова-Майкова Наталья, Пятницкий Владимир. «„Лев Толстой очень любил детей…“ Анекдоты о писателях, приписываемые Хармсу». Редактор-составитель Софья Багдасарова. М.: Эксмо, Бомбора, 2020. ISBN 978-5-04-107778-5.

### Выставки
- «Веселые ребята» и другое, Гос. Литературный музей, 2010. Куратор Николай Котрелев[20][21].